# Juybar (Verwaltungsbezirk)
Juybar (persisch شهرستان جویبار) ist ein Schahrestan in der Provinz Mazandaran im Iran. Er enthält die Stadt Juybar, welche die Hauptstadt des Verwaltungsbezirks ist. Der Verwaltungsbezirk liegt am Kaspischen Meer.

## Kreise
Der Verwaltungsbezirk gliedert sich in folgende Kreise:
- Zentral (بخش مرکزی)
- Gil Khuran (بخش گیل‌خوران)

## Demografie
Bei der Volkszählung 2016 betrug die Einwohnerzahl des Schahrestan 77.576. Die Alphabetisierung lag bei 86 Prozent der Bevölkerung. Knapp 45 Prozent der Bevölkerung lebten in urbanen Regionen.
| Zensusjahr | Einwohnerzahl |
| ---------- | ------------- |
| 2011       | 73.554        |
| 2016       | 77.576        |